# Welcome Back, Kotter
Welcome Back, Kotter est une série télévisée américaine en 95 épisodes de 25 minutes créée par Gabe Kaplan, Alan Sacks et Peter Meyerson, diffusée entre le 9 septembre 1975 et le 8 juin 1979 sur le réseau ABC.
Cette série est inédite dans tous les pays francophones.

## Synopsis
Gabe Kotter est un jeune professeur de lycée. Compatissant, il retourne à l'école secondaire de sa jeunesse pour enseigner à une nouvelle génération d'élèves fauteurs de troubles. Les plus perturbateurs sont dirigés par Vinnie Barbarino qui a tendance à faire rimer les insultes...

## Fiche technique
- Producteur exécutif : James Komack
- Producteur associé : Claire Barrett-Young et Thomas M. Hill
- Production : The Komack Company Inc et Wolper Productions
- Durée : 95 × 25 minutes

## Distribution
- Gabe Kaplan : Gabe Kotter
- Robert Hegyes (en) : Juan Epstein
- Lawrence Hilton-Jacobs : Freddie « Boom Boom » Washington
- Marcia Strassman : Julie Kotter
- John Sylvester White : Mr Michael Woodman
- Ron Palillo : Arnold Horshack
- John Travolta : Vinnie Barbarino

## Listes des épisodes

### Saison 1 (1975 - 76)
- The Great Debate
- Basket Case
- Welcome Back (pilote)
- Whodunit ?
- The Election
- No More Mr. Nice Guy
- Classroom Marriage
- One of Our Sweathogs Is Missing
- Mr Kotter, Teacher
- The Reunion
- Barbarino's Girl
- California Dreamin'
- Arrividerci, Arnold
- The Longest Weekend
- The Sit-In
- Follow The Leader, Part 1
- Follow The Leader, Part 2
- Dr Epstein, I Presume
- One Flew Over The Cuckoo's Nest
- The Telethon
- Kotter Makes Good
- Father Vinnie

### Saison 2 (1976 - 77)
- Career Day
- Inherit the Halibut
- Sweatside Story
- The Fight
- The Museum
- Gabe Under Pressure
- Sweathog, Nebraska Style
- Sadie Hawkins Day
- Hello Ms. Chips
- Horshack vs. Carvelli
- Sweathog Clinic for the Cure of Smoking
- Hark, the Sweatkings
- A Love Story
- Caruso's Way
- Sweatgate Scandal
- Kotter and Son
- Chicken a la Kotter
- Has Anyone Seen Arnold ?
- There Goes Number 5
- The Littlest Sweathog
- Radio Free Freddie
- I'm Leaving Their Baby

### Saison 3 (1977 - 78)
- Sweathog Back-To-School Special
- And Baby Makes Four, Part 1
- And Baby Makes Four, Part 2
- And Baby Makes Four, Part 3
- Brother, Can You Spare a Million ?
- Just Testing
- The Deprogramming of Arnold Horshack
- What a Move
- A Novel Idea
- Barbarino in Love, Part 1
- Barbarino in Love, Part 2
- Kotter for Vice Principal
- Swine and Punishement
- Epstein's Madonna
- A Sweathog Christmas Special
- Sweatwork
- Meet Your New Teacher : Batteries Not Included
- Angie
- Epstein's Term Paper
- There's No Business, Part 1
- There's No Business, Part 2
- What Goes Up
- Goodbye, Mr. Kripps
- Horshack and The Madame X
- The Kiss
- The Return of Hotsy Totsy
- Class Encounters of the Carvelli Kind

### Saison 4 (1978 - 79)
- The Drop-Ins, Part 1
- The Drop-Ins, Part 2
- Don't Come Up and See Me Sometime
- Once Upon a Ledge
- The Sweatmobile
- Beau's Jest
- Barbarino's Boo-Boo
- X-Rated Education
- The Barbarino Blues
- Washington's Clone
- Frog Day Afternoon
- A Little Fright Music
- A Winter's Coat Tale
- Bride and Gloom
- Barbarino's Baby
- The Goodbye Guy
- Come Back, Little Arnold
- The Sweat Smell of Success
- The Gang Show
- Oo-Oo, I Do, Part 1
- Oo-Oo, I Do, Part 2
- I'm Okay, But You're Not
- The Bread Winners

## Commentaire
Cette série, très populaire aux États-Unis, offrit une première notoriété à John Travolta avant de connaître la consécration au cinéma avec La Fièvre du samedi soir et surtout Grease.